# Lockheed P-38 Lightning
P-38 Lightning — американский тяжёлый двухмоторный истребитель. P-38 разработан в соответствии с концепцией тяжелого высотного истребителя, выдвинутой армейской авиацией США в 1937 году. Использовался как истребитель дальнего сопровождения, штурмовик и разведывательный самолёт.
P-38 имел необычную конструкцию — самолёт реализовали по двухбалочной схеме с кабиной пилота и вооружением, расположенной в гондоле между ними. Лётчики Люфтваффе называли этот самолёт «дьявол с раздвоенным хвостом» (нем. der Gabelschwanz-Teufel), а японцы окрестили его «два самолёта, один пилот» (яп. 2飛行機、1パイロット — Ni hikōki, ippairotto). Помимо использования в качестве истребителя, P-38 использовался для решения множества других задач: бомбометания с пикирования и с горизонтального полёта, ударов по наземным целям, проведения ночных операций, фоторазведки. На тихоокеанском театре военных действий его часто использовали в качестве истребителя сопровождения большой дальности (для этого под крылья крепили дополнительные сбрасываемые баки).

## Производство
Опытный самолёт XP-38, изготовленный компанией Lockheed, поднялся в воздух 27 января 1939 года. Разбился 11 февраля того же года в самом конце рекордного перелета из Калифорнии в Нью-Йорк.
27 апреля 1939 года ВВС заказали 13 YP-38, доработанную версию, которая, впрочем, так же была экспериментальной. Последний из них был сдан в июне 1941 года.
| P-38  | 1     | 2     | 3     | 4     | 5     | 6     | 7     | 8     | 9     | 10    | 11    | 12    | Всего |
| ----- | ----- | ----- | ----- | ----- | ----- | ----- | ----- | ----- | ----- | ----- | ----- | ----- | ----- |
| 1940  |       |       |       |       |       |       |       |       | 1     |       |       |       | 1     |
| 1941  | 1     |       | 2     | 4     | 4     | 4     | 23    | 26    | 12    | 3     | 74    | 52    | 205   |
| 1942  | 32    | 113   | 80    | 100   | 100   | 85    | 170   | 60    | 132   | 145   | 124   | 123   | 1264  |
| 1943  | 151   | 168   | 133   | 122   | 84    | 180   | 264   | 102   | 66    | 350   | 387   | 206   | 2213  |
| 1944  | 317   | 313   | 352   | 342   | 352   | 355   | 367   | 402   | 397   | 364   | 325   | 300   | 4186  |
| 1945  | 301   | 253   | 289   | 252   | 225   | 175   | 118   | 53    |       |       |       |       | 1666  |
| Итого | Итого | Итого | Итого | Итого | Итого | Итого | Итого | Итого | Итого | Итого | Итого | Итого | 9535  |

Кроме того в декабре 1942 года был выпущен опытный XP-38A.
| F-4   | 1     | 2     | 3     | 4     | 5     | 6     | 7     | 8     | 9     | 10    | 11    | 12    | Всего |
| ----- | ----- | ----- | ----- | ----- | ----- | ----- | ----- | ----- | ----- | ----- | ----- | ----- | ----- |
| 1941  |       |       |       |       |       |       |       |       |       |       |       | 2     | 2     |
| 1942  | 84    | 14    | 20    |       |       | 20    |       | 20    |       |       | 20    | 36    | 214   |
| 1943  | 24    |       | 60    |       |       |       |       |       | 89    | 1     |       | 110   | 284   |
| Итого | Итого | Итого | Итого | Итого | Итого | Итого | Итого | Итого | Итого | Итого | Итого | Итого | 500   |

Всего было выпущено 2 опытных и 10035 серийных самолётов

## Тактико-технические характеристики
Приведены характеристики модификации P-38L.
Источник данных: Francillon, 1987, p. 185; Loftin, 1985.

Технические характеристики
- Экипаж: 1 (пилот)
- Длина: 11,53 м
- Размах крыла: 15,85 м
- Высота: 3,91 м
- Площадь крыла: 30,472 м²
- Коэффициент удлинения крыла: 8,26
- Профиль крыла: NACA 23016 / NACA 4412
- Масса пустого: 5806 кг
- Нормальная взлётная масса: 9389 кг
- Максимальная взлётная масса: 9798 кг
- Объём топливных баков: 1552 л
- Силовая установка: 2 × 12-цилиндровый V-образный жидкостного охлаждения Allison V-1710-111
- Мощность двигателей: 2 × 1475 л. с. (2 × 1085 кВт)
- Коэффициент лобового сопротивления при нулевой подъёмной силе: 0,0268
- Эквивалентная площадь сопротивления: 0,82 м²

Лётные характеристики
- Максимальная скорость: 666 км/ч на 7620 м
- Крейсерская скорость: 467 км/ч
- Скорость сваливания: 170 км/ч
- Практическая дальность: 725 км
- Перегоночная дальность: 4185 км (с ПТБ)
- Практический потолок: 13 410 м
- Скороподъёмность: 24,1 м/с
- Время набора высоты: 6095 м за 7 мин
- Нагрузка на крыло: 308,1 кг/м²
- Тяговооружённость: 230 Вт/кг
- Аэродинамическое качество: 13,5

Вооружение
- Стрелково-пушечное:  
  - 1 × 20 мм пушка AN/M2 с 150 патр.
  - 4 × 12,7 мм пулемётов Browning M2 c 500 патр.
- Неуправляемые ракеты: 10 × 127 мм ракет HVAR
- Бомбы: 2 × до 908 кг под крылом

## Особенности конструкции
Первые модификации P-38 заработали противоречивую репутацию. С одной стороны самолёт был живучим, простым в управлении, и прощал многие ошибки пилотирования, с другой стороны он имел очень существенный недостаток — P-38 был крайне нестабилен на больших скоростях при отвесном пикировании. При достижении определённой скорости вывод машины из пикирования становился практически невозможным, что приводило к превышению предела прочности, и P-38 терял хвостовое оперение.
После проведения ряда исследований выяснилось, что виной всему был эффект сжимаемости воздуха, вызывавший смещение точки приложения подъёмной силы позади руля высоты, что затрудняло выход из пике. Эта проблема была решена путём установки специальных тормозных щитков, препятствовавших этому эффекту во время пикирования.
P-38 был необыкновенно тих для истребителя — выхлоп глушился турбонаддувом. Ранние модификации обладали невысокой угловой скоростью крена, что не позволяло использовать их в качестве самолёта-истребителя. P-38 был единственным самолётом, выпускавшимся в США на всём протяжении войны.

## Боевое применение
Широко применялся ВВС США во время Второй мировой войны, особенно на Тихоокеанском театре военных действий и Китайско-Бирманско-Индийском театре военных действий. На Юго-западном тихоокеанском театре P-38 оставался почти до самого конца войны (до тех пор, пока в армию не поступило значительное количество P-51D Mustang) основным истребителем дальнего действия сухопутных войск США. На P-38 летали два самых результативных лётчика-истребителя в истории американской военной авиации — Ричард Айра Бонг и Томас Макгуайр, а также известный французский писатель Антуан де Сент-Экзюпери (погиб в полёте над Средиземным морем летом 1944, предположительно был сбит немецким Bf.109).
На счету P-38 также дерзкая операция по ликвидации японского адмирала Ямамото 18 апреля 1943 года над одним из тихоокеанских островов — 18 «Лайтнингов» перехватили и сбили бомбардировщик G4M, на котором летел Ямамото, а также истребители «Зеро» прикрытия, адмирал погиб.

## Изображения
Пара самолётов работает вместе с "F4U Корсар" в сериале  "Эскадрилья «Черная овца»" 10 серия 2 сезон(1976-1978г выхода)

## Эксплуатанты

### Военные
США
- Военно-воздушные силы Армии США
- ВВС США:
- ВМС США

 Великобритания
- Royal Air Force: Испытывался.[7]

 Австралия
- ВВС Австралии: начиная с 31 августа 1942 года, поставлены 5 F-4[8], которые использовались для фоторазведки. 3 из них числились в 87-й эскадрилье, остальные 2 — в 75-й. Эксплуатировались до сентября 1944 года.

 Свободная Франция
- ВВС «Свободной Франции»: Group 2/23, F-5A[9]

 Франция
- ВВС Франции: Groupe de Reconnaissance 2/33, F-5G

 СССР
- ВВС СССР: несколько отремонтированных самолётов из числа найденных на территории Восточной Европы.

 Германия
- Люфтваффе: Zirkus Rosarius (несколько трофейных машин, в частности, F-5E 44-23725 / T9+MK перебежчика Мартина Джеймса Монти).

 Италия
- Regia Aeronautica: несколько трофейных машин[10], в частности, модификации E.
- Aeronautica Cobelligerante Italiana: 3-я и 4-я авиабригада. После капитуляции выполняли миссии фоторазведки на F-5A[9], после войны в ВВС числилось около 50 самолётов поздних модификаций.

 Португалия
- ВВС Португалии: 2 самолёта, летевших из Англии в Алжир, были принуждены к посадке; в дальнейшем использовались в национальных ВВС.[7]

 Китайская Республика
- ВВС Китайской Республики: поставлено 15 P-38J и P-38L; после войны также в составе ВВС числились F-5E и F-5G[7].

 Доминиканская Республика
- ВВС Доминиканской Республики: первый из одиннадцати самолётов получен 30 марта 1947; эксплуатировались до конца 1950-х гг, когда они были отправлены на слом[11].

 Гондурас
- ВВС Гондураса: после войны получено 12 самолётов.

### Гражданские
Колумбия
- Instituto Geográfico Agustín Codazzi